# Pedro Vidigal
Pedro Maciel Vidigal (Piranga, 18 de janeiro de 1909 — Presidente Bernardes, 2006) foi um político, genealogista e padre católico brasileiro.

## Biografia
Nasceu em 18 de janeiro de 1909, em Calambau, futuro município de Presidente Bernardes, na época distrito de Piranga. Tornou-se padre, tendo sido o pároco responsável pelo município de Nova Era (MG). 
Em 1965, solicitou autorização do Vaticano para se casar. Obtido o rescrito papa, casou-se em Mariana (MG), em 12 de janeiro de 1966, com Ruth Guerra. O casal não teve filhos.

## Política
Na política foi eleito deputado federal, pelo PSD, por sucessivos mandatos. Preocupou-se com as áreas de saúde e educação, defendendo a instalação de maternidades e hospitais, e o abastecimento de água potável para a população das cidades mineiras. 
Na área de educação, foi responsável pela implantação de instituições de ensino, inclusive de educação profissional, além de creches e bibliotecas. Na sua atuação parlamentar, apoiou a construção de 24 estabelecimentos de ensino, 17 escolas rurais e inúmeras salas de aulas em orfanatos e patronatos, quatro hospitais e uma maternidade.

Também pregou a reação armada dos proprietários rurais à reforma agrária. A ele é atribuída a seguinte exortação, pronunciada  alguns meses antes do golpe militar de 1964, em seu discurso, na Convenção Rural de Curvelo:
"Do que nós estamos precisando no Brasil é substituir a norma evangélica 'amai-vos uns aos outros' por outra: 'armai-vos uns aos outros".

## Genealogia
Foi também genealogista, tendo publicado diversos estudos, entre eles Os Antepassados (1980), em dois volumes (v. I A Sua Terra; v. II A sua gente) e Amador Bueno, o Aclamado, na familia lagoana (Rio de Janeiro: Imprensa Nacional, 1945).